# North Side (Îles Caïmans)
North Side est un village et l'un des six districts des Îles Caïmans. En 2010, sa population était de 1 437 habitants.

## Sports
Le village de North Side possède une équipe de football : le North Side Football Club.